# Siddhartha Mukherjee
Siddhartha Mukherjee (Nova Deli, 21 de julho de 1970)  é um médico, biólogo, oncologista e escritor indo-americano.
Tornou-se conhecido por seu livro de 2010, The Emperor of All Maladies: A Biography of Cancer (O Imperador de Todas as Doenças: Uma Biografia do Câncer), que ganhou prêmios literários notáveis, incluindo o Prêmio Pulitzer de Não-Ficção Geral de 2011, e o Prêmio Guardian First Book, entre outros. O livro foi listado no "All-Time 100 Nonfiction Books" (os 100 livros mais influentes do século passado) pela revista Time em 2011.
Seu livro de 2016, The Gene: An Intimate History, chegou ao primeiro lugar na lista dos mais vendidos do The New York Times, e ficou entre os 100 melhores livros do The New York Times e foi finalista do Prêmio Wellcome Trust e o Prêmio Royal Society para Livros Científicos.
Depois de completar a educação escolar na Índia, Mukherjee estudou biologia na Universidade de Stanford, obteve um doutorado da Universidade de Oxford como Bolsa Rhodes, e um M.D. da Universidade Harvard. Ingressou no NewYork – Presbyterian Hospital/Centro Médico da Universidade de Columbia em Nova Iorque em 2009. Em 2018, tornou-se Professor Associado de Medicina na Divisão de Hematologia e Oncologia.
Apresentado na lista das pessoas mais influentes da Time 100, Mukherjee escreve para o The New Yorker e é colunista do The New York Times. Ele é descrito como parte de um seleto grupo de escritores médicos (como Oliver Sacks e Atul Gawande) que "transformaram o discurso público sobre a saúde humana", e permitiu a uma geração de leitores um raro e íntimo vislumbre do vida da ciência e da medicina. Sua pesquisa diz respeito à fisiologia das células cancerosas, terapia imunológica para câncer no sangue e a descoberta de células-tronco formadoras de ossos e cartilagens no esqueleto de vertebrados.
O Governo da Índia conferiu a ele seu quarto maior prêmio civil, o Padma Shri, em 2014.

## Biografia
Siddhartha Mukherjee nasceu em uma família bengali em Nova Delhi, em 1970. Seu pai, Sibeswar Mukherjee, era um executivo da Mitsubishi, e sua mãe, Chandana Mukherjee, era uma ex-professora de Calcutá. Frequentou a Escola St. Columba em Delhi, onde ganhou o maior prêmio da escola, a 'Espada da Honra', em 1989. Como aluno de biologia na Universidade de Stanford, ele trabalhou no laboratório do ganhador do Prêmio Nobel, Paul Berg, definindo genes que mudam o comportamento das células cancerosas. Tornou-se membro da Phi Beta Kappa em 1992 e concluiu seu bacharelado em ciências (B.S.) em 1993.
Mukherjee ganhou uma bolsa Rhodes para pesquisa de doutorado no Magdalen College, na Universidade de Oxford, onde trabalhou no mecanismo de ativação do sistema imunológico por antígenos virais. Ele foi premiado com um D.Phil. em 1997 por sua tese intitulada O processamento e apresentação de antígenos virais (The processing and presentation of viral antigens). Após a graduação, ele freqüentou a Harvard Medical School, onde obteve seu título de Doutor em Medicina (MD) em 2000. Entre 2000 e 2003, ele trabalhou como residente em medicina interna no Massachusetts General Hospital. De 2003 a 2006, praticou oncologia como Fellow no Dana-Farber Cancer Institute (na Harvard Medical School) em Boston, Massachusetts.

## Carreira
Em 2009, Mukherjee ingressou no corpo docente do Departamento de Medicina da Divisão de Hematologia/Oncologia do Centro Médico da Universidade de Columbia como Professor Assistente. O centro médico está ligado ao Hospital Presbiteriano de Nova York na cidade de Nova York.
Foi anteriormente afiliado ao Harvard Stem Cell Institute e ao Massachusetts General Hospital em Boston. Trabalhou como Plummer Visiting Professor na Mayo Clinic em Rochester, Minnesota, como conferencista Joseph Garland na Massachusetts Medical Society e como professor visitante honorário na Johns Hopkins School of Medicine. Seu laboratório está localizado no Herbert Irving Comprehensive Cancer Center da Columbia University.

## Lista de livros publicados
- 2010: O Imperador de Todas as Doenças: Uma Biografia do Câncer (ISBN 978-0-00-725092-9).[21]
- 2015: The Laws of Medicine: Field Notes from an Uncertain Science (ISBN 978-1-4711-4185-0).[22]
- 2016: O gene: uma história íntima (ISBN 978-1476733500).[23]

## Prêmios e honras

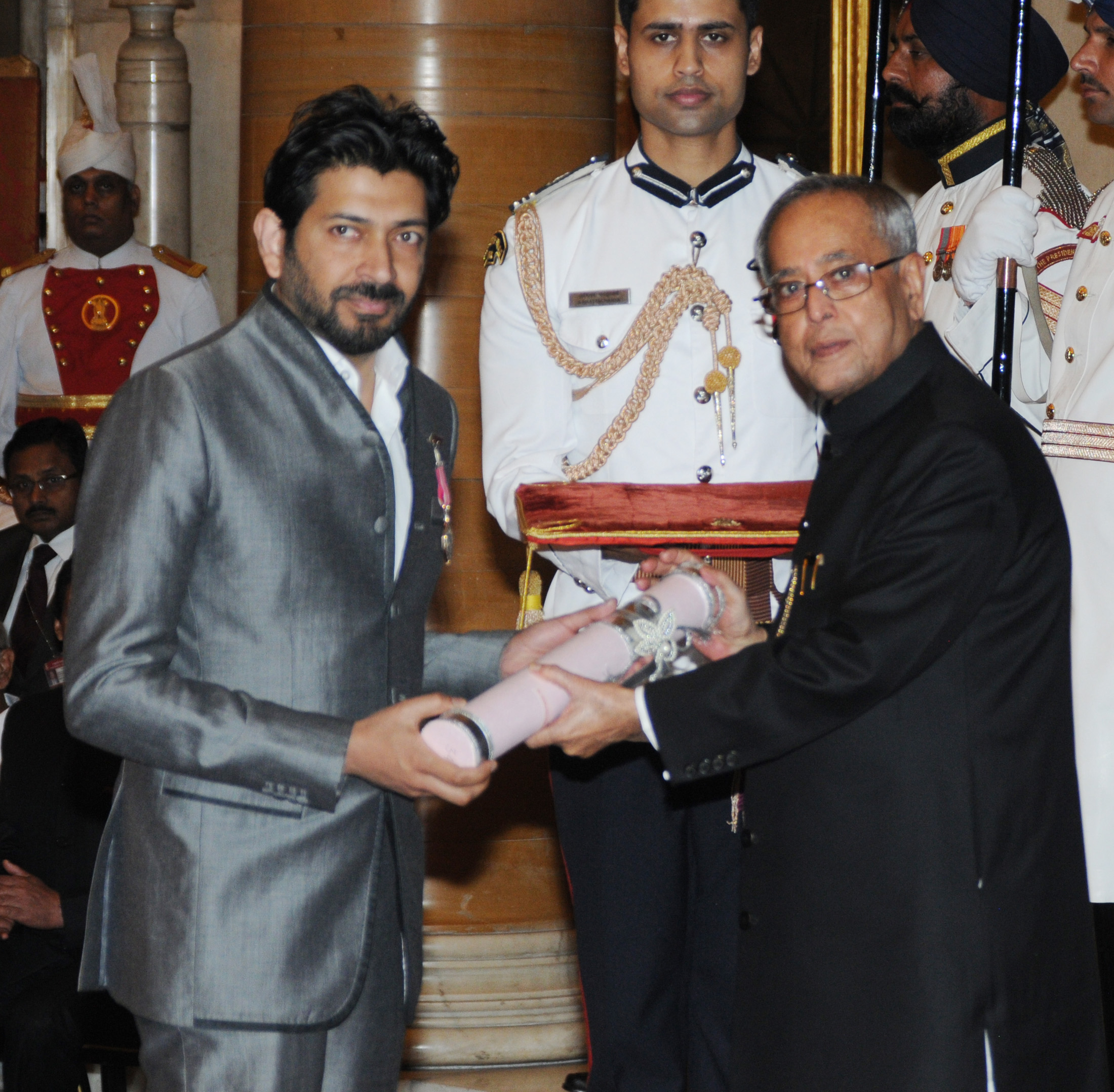
Siddhartha Mukherjee recebendo Prêmio Padma Shri de Pranab Mukherjee, Presidente da Índia, em Rashtrapati Bhavan em Nova Delhi, 26 de abril de 2014

Mukherjee ganhou vários prêmios, incluindo:
- 1993: Bolsa de Estudos Rhodes, 1993–1996.
- 2010: Prêmio Fundação de Leucemia de Gabrielle Angel 2010.
- 2010: New York Times Magazine, "100 Notable Books of 2010" para The Emperor of All Maladies.
- 2011: Prêmio do livro do Los Angeles Times, finalista na categoria de ciência e tecnologia para The Emperor of All Maladies.
- 2011: Prêmio Pulitzer para O Imperador de Todas as Doenças (The Emperor of All Maladies).
- 2011: PEN/E. Prêmio O. Wilson de Escrita em Ciências Literárias para O Imperador de Todas as Doenças.
- 2011: Prêmio de Liderança em Câncer (compartilhado com Kathleen Sebelius e Orrin Hatch).
- 2011: Prêmio National Book Critics Circle Award, finalista por The Emperor of All Maladies.
- 2011: Revista Time, 100 melhores livros de não ficção de todos os tempos para O Imperador de Todas as Doenças.
- 2011: Time 100, pessoas mais influentes.
- 2011: Lista do Prêmio Wellcome Trust Book para O Imperador de Todas as Doenças.
- 2011: Prêmio Guardian First Book para O Imperador de Todas as Doenças.
- 2012: Luzes Literárias da Biblioteca Pública de Boston 2012.
- 2014: Padma Shri, o quarto maior prêmio civil concedido pelo governo da Índia.
- 2016: Prêmio do livro Royal Society Insight Investment Science 2016 (lista restrita) para The Gene.
- 2016: Longlist do Prêmio Baillie Gifford de Não-Ficção para The Gene.
- 2016: "10 melhores livros de 2016" do Washington Post para The Gene.
- 2017: Prêmio Phi Beta Kappa Society Book in Science for The Gene.
- 2017: Prêmio Wellcome Book (lista restrita) para The Gene.
- 2018: Doutorado honorário em medicina do Royal College of Surgeons da Irlanda, [81] e da University of Southern California.